# Òstracon de Pontós
L'òstracon de Pontós és un òstracon que duu una inscripció en signari ibèric nord-oriental i en llengua ibèrica. Un òstracon és un fragment ceràmic usat com a suport d'escriptura que rep el seu nom de la paraula grega que designava aquests fragments, que eren usats a Atenes durant el s. V aC per escriure el nom dels condemnats a l'exili en votació pública i que ha donat nom al concepte d'ostracisme.

## L'objecte
És un fragment d'àmfora ibèrica retallat en forma circular d'uns 7cm de diàmetre que fou trobat al jaciment del Mas Castellar de Pontós en la campanya d'excavacions de 1976 junt amb altres peces semblants però anepigràfiques. La consideració d'aquest fragment com a òstracon està fora de dubte, atès que està gravat amb un punxó a la cara còncava, és a dir a la cara interior de l'àmfora, prova evident que fou inscrit després del trencament de l'atuell, i de retruc, que el caràcter de la inscripció no es refereix a les característiques de l'àmfora ni del seu contingut. Una altra prova que la inscripció fou posterior al trencament és l'encaix perfecte dels signes dins l'espai circular del fragment, cosa que indica, a més, que l'epígraf és complet o gairebé complet, doncs la primera lletra s'ha deteriorat per erosió posterior. Segons l'excavadora A. Martin, el seu context arqueològic permet una datació en el segle iii aC, tot i que segons Maluquer podríem recular la data a finals del segle iv.

## La inscripció
El text consta de 33 signes repartits en 4 línies d'escriptura.

### La transcripció
Les lectures proposades del text són les següents:
- gulgitibaś / alauŕsu dukein / biuŕtileis / belotikeŕei (Maluquer 1976)

- kulkitibaś / alauŕsu tukein / biuŕtileis / belotikeŕei (Velaza 1991)

- -]* lkitibaś / lauŕsu tuBin / aluŕtileis / alotikeŕei (Untermann 1990)

- belkitibaś / alauŕsu tuBin / luŕtileis / bilotikeŕei (Panosa 2002)

- se]lkitibaś / lauŕsu tu*in / aluŕtileis / alotikeŕei (Rodríguez Ramos 2005)

- (?).L.GI.DI.BA.TX / A.L.A. U.R.TZ.U. DU.I.N / A.U.R.DI.L.E.I.Z / BE.L.O.DI.GE.RR.E.I (Ruiz i Solanes 2005)

Els dubtes de lectura principals són els següents:
- El primer signe de la primera línia és llegit ku per Maluquer i Velaza, be per Panosa i e per Rodríguez Ramos. Untermann i Ruiz i Solanes no el transcriuen. Per Rodríguez Ramos i Untermann hi hauria un signe anterior perdut, que Rodríguez Ramos reconstruieix com un signe s, hipòtesi considerada també per Untermann.

- Tot i que tots els investigadors coincideixen en el fet que és un signe a, el primer signe de la segona línia segons les lectures de Maluquer, Velaza, Panosa i Ruiz i Solanes, seria el primer signe de la tercera línia segons les lectures d'Untermann i Rodríguez Ramos.

- El primer signe de la tercera línia segons les lectures de Maluquer, Velaza, Panosa i Ruiz i Solanes, o el segon signe de la tercera línia segons les lectures d'Untermann i Rodríguez Ramos, seria un signe bi per Maluquer i Velaza, un signe l per Untermann, Rodríguez Ramos i Panosa i un signe a per Ruiz i Solanes.

- El segon signe del segon segment de la segona línia és un signe en forma de B que Untermann, Panosa i Rodríguez no transcriuen (* o B) perquè no l'identifiquen amb cap dels signes del signari ibèric. Per Maluquer i Velaza podria ser una variant del signe ke. Ruiz i Solanes proposa no considerar-lo en tant que error cal·ligràfic.

- El primer de la quarta línia és interpretat per Maluquer, Velaza i Ruiz i Solanes com un signe be, per Untermann i Rodríguez Ramos com un signe a i per Panosa com un signe bi.

### La interpretació
L'opinió acadèmica majoritària és l'expressada per Untermann i Panosa que opinen que podria tractar-se d'una llista de noms de persones amb funcionalitat desconeguda.
Des del punt de vista del bascoiberisme extrem s'han proposat amb l'ajut de diccionaris de llengua basca múltiples traduccions sempre diferents que no tenen cap credibilitat en el món acadèmic. Una d'elles és la proposada per Ruiz i Solanes.
- (?)LGIDIBATX hALA URTZI DUINa! HAURRILTZEZ BELORITGARRIa (da)!

- (?)lgidibatx, com hi ha déu gloriós! per infanticidi, (és) digne del patíbul!